# Cestrum chimborazinum
Cestrum chimborazinum är en potatisväxtart som beskrevs av Francey. Cestrum chimborazinum ingår i släktet Cestrum och familjen potatisväxter. Inga underarter finns listade i Catalogue of Life.